# Сенегал на Зимским олимпијским играма 2006.
Сенегалу је ово било четврто учешће на Зимским олимпијским играма. Сенегалску делегацију, на Зимским олимпијским играма 2006. у Торину представљао је један такмичар који је учествовао у три дисциплине алпског скијања.
Сенегалски олимпијски тим је остао у групи екипа које нису освојиле ниједну медаљу.
Заставу Сенегала на свечаном отварању Олимпијских игара 2006. носио је једини сенегалски такмичар алпски скијаш Лејти Сек.

## Алпско скијање

### Мушкарци
| Такмичар  | Дисциплина      | Резултати    | Резултати    | Резултати    | Резултати    | Резултати    |
| Такмичар  | Дисциплина      | 1. трка      | 2. трка      | Укупно       | Заостатак    | Пласман      |
| --------- | --------------- | ------------ | ------------ | ------------ | ------------ | ------------ |
| Лејти Сек | Слалом          | Није завршио | Није завршио | Није завршио | Није завршио | Није завршио |
| Лејти Сек | Велеслалом      | Није завршио | Није завршио | Није завршио | Није завршио | Није завршио |
| Лејти Сек | Супервелеслалом |              |              | 1:43,67      | 12,22        | 55 / 56 (63) |